# El engaño
El engaño é uma telenovela mexicana produzida por Ernesto Alonso para a Televisa e exibida pelo El Canal de las Estrellas entre 21 de abril e 26 de setembro de 1986.
Foi protagonizada por Erika Buenfil, Frank Moro e Guillermo García Cantú e antagonizada por Luz María Jerez e Sergio Jiménez.

## Sinopse
Em Valle de Bravo, Alfonso e sua esposa Aminta vivem uma vida de eremita. Alfonso tem boas razões para isso: assim oculta seu passado como um criminoso nazista e seu presente cheio de links para grupos neonazistas. Aminta que adora seu marido, ignora esses fatos e sofre porque sua saúde foi quebrada após o nascimento de sua filha Mindy. O pintor Jorge, um vizinho de Alfonso, encontra um bebê abandonado e decide levá-la para Aminta para cuidar dela. Isso enfurece Alfonso, que aguarda a chegada de seus sobrinhos órfãos que moram com ele e força sua esposa a se livrar da menina. Jorge decide adotá-la e Marcela a coloca. Aminta piora e finalmente morre de parada cardíaca.
Eles passaram 18 anos, e Alfonso ainda está ligado às suas atividades nazistas. Sua filha Mindy é uma menina caprichosa e cruel que gosta de flertar com seus primos. Rodrigo, o mais novo deles, se apaixona por ela e depois de fazerem amor, eles pensam que vão se casar. No entanto tanto Alfonso quanto Mindy preferem que ela se case com Gerardo, o irmão de Rodrigo, um menino estranho, meio neurótico e que sofre de constantes lacunas mentais, após o que ele não se lembra de onde ele estava ou o que ele fez. Enquanto isso, Marcela ao longo dos anos tornou-se uma bela jovem, mas muito complexa. Jorge viaja para Miami, onde estuda para comparecer a sua formatura. Jorge tem grandes planos para ela. Gerardo também viaja para Miami e concorda com Marcela, ambos se apaixonam à primeira vista. Depois de um curto namoro eles se casam e retornam ao Valle del Bravo. Sua chegada coincide com a de David, um velho e frágil judeu, que chega com suas enfermeiras em busca da criança que sua filha abandonou há 18 anos. Esta menina acaba por ser Marcela, e também acontece que o David aparentemente indefenso é um sobrevivente dos campos de concentração nazistas que tenta desmascarar Alfonso.

## Elenco
- Erika Buenfil - Marcela Estévez
- Frank Moro - Jorge Estévez
- Sergio Jiménez - Alfonso Gunther / Dieter Von Heune
- Luz María Jerez - Aminta Alvírez de Gunther / Mindy Gunther
- Guillermo García Cantú - Gerardo
- Rafael Sánchez Navarro - Rodrigo
- Eduardo Alcaraz - David Letterman
- Carmen Montejo - Doña Selene
- Susana Alexander - Elena
- Rafael Amador - Teniente Quintanilla
- Socorro Avelar - Chuy
- Yolanda Ciani - Clara
- Gabriela Goldsmith - Rocío Peña
- Gilberto Román - Javier Peña
- Jorge del Campo - Franz
- Mónica Miguel - Carmen
- Carlos Gajardo - Rubén
- Toño Infante - Teniente Rómulo Sánchez
- Marcela Páez - Adela Sánchez
- Jerardo - Samuel
- Rosita Salazar - Alice
- José D'Merlo - Thomas / Sammy
- René Escandón - Renato
- César Adrián Sánchez - Carlos
- José Carlos Teruel - Isaac
- Rafael Rojas - Reynaldo
- Xavier Masse - Rogers
- Marco Hernández - Tony Suárez
- Alicia Montoya - Martha
- Norma Reyes - Alma
- Edgardo Gazcón - Fernando
- Mariana Gaja - Marcela (jovem)
- Tenderly Prats - Mindy (jovem)
- Tanya Pelejero - Rocío (jovem)
- Graciela Galicia - Operadora
- Pedro Zavala - Sacerdote

## Prêmios e indicações

### Prêmio TVyNovelas 1987
| Categoria              | Nomeado(a)             | Resultado |
| ---------------------- | ---------------------- | --------- |
| Melhor ator jovem      | Guillermo García Cantú | Nomeado   |
| Melhor direção de cena | Sergio Jiménez         | Nominado  |